# جسی لاکی
جسی لاکی (انگلیسی: Jesse Lacey؛ زادهٔ ۱۰ ژوئیهٔ ۱۹۷۸) یک موسیقی‌دان اهل ایالات متحده آمریکا است.